# Lottia subrugosa
Lottia subrugosa is een slakkensoort uit de familie van de Lottiidae. De wetenschappelijke naam van de soort werd in 1846 voor het eerst geldig gepubliceerd door Alcide d'Orbigny.